# Microterys
Microterys is een geslacht van vliesvleugeligen uit de familie Encyrtidae. De wetenschappelijke naam van dit geslacht is voor het eerst geldig gepubliceerd in 1876 door Carl Gustaf Thomson.

## Soorten
Het geslacht Microterys omvat de volgende soorten:
- Microterys aeneiventris (Walker, 1837)
- Microterys aestivus (Dalman, 1820)
- Microterys africa (Girault, 1917)
- Microterys agaeus Hayat, 2003
- Microterys aldreyi Japoshvili, 2011
- Microterys amamensis Azim, 1964
- Microterys ambulator Sharkov, 1986
- Microterys anneckei Prinsloo, 1975
- Microterys anomalococci Shafee, Alam & Agarwal, 1975
- Microterys anomalus (Erdös & Novicky, 1955)
- Microterys anyangensis Xu, 2002
- Microterys apicipennis Bakkendorf, 1965
- Microterys aristotelea (Girault, 1915)
- Microterys ashkhabadensis Myartseva, 1980
- Microterys asoris Hayat & Singh, 2000
- Microterys australicus Prinsloo, 1976
- Microterys axius Trjapitzin, 1978
- Microterys bangalorensis Shafee & Fatma, 1984
- Microterys barbarus (Dalman, 1820)
- Microterys bellae Trjapitzin, 1968
- Microterys berberus Masi, 1921
- Microterys bizanensis Compere, 1939
- Microterys brachypterus (Mercet, 1921)
- Microterys breviventris Xu, 2000
- Microterys calatia Noyes, 2010
- Microterys calyptici (Costa, 1839)
- Microterys capensis Annecke, 1963
- Microterys carpathicus Hoffer, 1977
- Microterys caudatus Ishii, 1928
- Microterys cedrenus (Walker, 1838)
- Microterys ceroplastae Prinsloo, 1975
- Microterys chaetococci Hayat & Poorani, 2012
- Microterys chalcostomus (Dalman, 1820)
- Microterys chommati Myartseva, 1980
- Microterys choui Xu, 2000
- Microterys cincticornis Ashmead, 1900
- Microterys clauseni Compere, 1926
- Microterys cneus Trjapitzin & Sugonjaev, 1976
- Microterys coffeae Singh & Hayat, 2002
- Microterys colligatus (Walker, 1872)
- Microterys continentalis Sugonjaev, 1976
- Microterys contractus (Hoffer, 1953)
- Microterys contumo Noyes, 2010
- Microterys crescocci Xu, 2002
- Microterys cuprinus (Nikol'skaya, 1952)
- Microterys curio Trjapitzin, 1966
- Microterys cyanocephalus (Dalman, 1820)
- Microterys cyzicus Noyes, 2010
- Microterys danzigae Sugonjaev, 1971
- Microterys darevskii Trjapitzin, 1968
- Microterys darganatensis Myartseva, 1981
- Microterys degeneratus Ishii, 1928
- Microterys dichrous (Mercet, 1921)
- Microterys didesmococci Shi, Si & Wang, 1992
- Microterys dimorphus (Mercet, 1921)
- Microterys diogenes Noyes, 2010
- Microterys ditaeniatus Huang, 1980
- Microterys drosichaphagus Xu, 2002
- Microterys duplicatus (Nees, 1834)
- Microterys elegans Blanchard, 1940
- Microterys eleutherococci Trjapitzin & Sugonjaev, 1972
- Microterys ericeri Ishii, 1923
- Microterys eridanus Noyes, 2010
- Microterys eriococci Li, Shi & Han, 2001
- Microterys erythea Noyes, 2010
- Microterys euryas Noyes, 2010
- Microterys ferrugineus (Nees, 1834)
- Microterys flavitibiaris Xu, 2000
- Microterys frugax Noyes, 2010
- Microterys fuscicornis (Howard, 1885)
- Microterys fuscipennis (Dalman, 1820)
- Microterys gansuensis Xu, 2002
- Microterys garibaldia (Girault, 1933)
- Microterys gilberti (Girault, 1915)
- Microterys godoyae Noyes, 2010
- Microterys haroldi Prinsloo & Rosen, 1975
- Microterys hei Xu, 2000
- Microterys henna Noyes, 2010
- Microterys herbaceus Sugonjaev, 1962
- Microterys hermonicus Simutnik, 2008
- Microterys hesperidum Trjapitzin & Khlopunov, 1976
- Microterys hortulanus Erdös, 1956
- Microterys hunanensis Xu & Shi, 1999
- Microterys ilus Trjapitzin, 1967
- Microterys imphalensis Singh & Hayat, 2002
- Microterys incertus Sharkov, 1986
- Microterys indicus Subba Rao, 1977
- Microterys intermedius Sugonjaev, 1965
- Microterys interpunctus (Dalman, 1820)
- Microterys iranicus Japoshvili & Fallahzadeh, 2010
- Microterys ishiii Tachikawa, 1963
- Microterys itylus Trjapitzin, 1967
- Microterys japonicus Ashmead, 1904
- Microterys jiamusiensis Xu, 2002
- Microterys jorhatensis Singh & Hayat, 2002
- Microterys kenyaensis Compere, 1939
- Microterys kerrichi Shafee, Alam & Agarwal, 1975
- Microterys kotinskyi (Fullaway, 1913)
- Microterys kuwanai Ishii, 1928
- Microterys lachni (Ashmead, 1886)
- Microterys ladogensis Trjapitzin, 1994
- Microterys lehri Sugonjaev, 1965
- Microterys liaoi Xu, 2000
- Microterys lii Xu, 2002
- Microterys lilyae Sugonjaev, 2005
- Microterys longiclavatus Xu, 2000
- Microterys longifuniculus (Girault, 1932)
- Microterys lunatus (Dalman, 1820)
- Microterys masii Silvestri, 1919
- Microterys matritensis (Mercet, 1921)
- Microterys mazzinini Girault, 1917
- Microterys melanostomatus Trjapitzin, 1964
- Microterys menapus Noyes, 2010
- Microterys mesasiaticus Myartseva, 1980
- Microterys metaceronemae Xu, 2000
- Microterys mirzai Shafee, Alam & Agarwal, 1975
- Microterys moneta Noyes, 2010
- Microterys monixys Noyes, 2010
- Microterys montinus (Packard, 1881)
- Microterys nanus Prinsloo & Mynhardt, 1981
- Microterys narzykulovi Sharipov, 1979
- Microterys nevoi Simutnik, 2008
- Microterys newcombi (Girault, 1915)
- Microterys nicholsoni Compere, 1939
- Microterys nietneri (Motschulsky, 1859)
- Microterys notus Sugonjaev, 1976
- Microterys nuticaudatus Xu, 2000
- Microterys obventionis Sugonjaev, 1999
- Microterys okitsuensis Compere, 1926
- Microterys ouasii Singh & Hayat, 2002
- Microterys ovaliscapus Xu, 2002
- Microterys pavliceki Simutnik, 2008
- Microterys physokermis Compere, 1926
- Microterys polylaus (Walker, 1846)
- Microterys postmarginis Xu, 2000
- Microterys potosinus Trjapitzin, 2003
- Microterys praedator Sugonjaev, 1965
- Microterys priapus Noyes, 2010
- Microterys problematicus Hoffer, 1977
- Microterys provisorius Bakkendorf, 1965
- Microterys pseudocrescocci Xu, 2002
- Microterys pseudonietneri Xu, 2000
- Microterys psoraleococci Xu, 2002
- Microterys purpureiventris (Girault, 1915)
- Microterys roseni Sugonjaev, 1996
- Microterys rufofulvus Ishii, 1928
- Microterys rufulus (Mercet, 1921)
- Microterys sagaris Noyes, 2010
- Microterys sasae Pilipyuk & Trjapitzin, 1974
- Microterys satura Noyes, 2010
- Microterys scarlatoi Sugonjaev, 1996
- Microterys sceptriger (Förster, 1841)
- Microterys seyon Guerrieri, 1996
- Microterys shaanxiensis Xu, 2002
- Microterys sinicus Jiang, 1982
- Microterys skotasmos Xu, 2002
- Microterys speciosissimus Girault, 1911
- Microterys speciosus Ishii, 1923
- Microterys spinozai (Girault, 1915)
- Microterys steinbergi Sugonjaev, 1971
- Microterys stepanovi Trjapitzin, 1989
- Microterys subcupratus (Dalman, 1820)
- Microterys sublestus (Howard, 1885)
- Microterys sugonjaevi Trjapitzin, 1968
- Microterys sylvius (Dalman, 1820)
- Microterys tanais (Walker, 1837)
- Microterys tarumiensis Tachikawa, 1963
- Microterys temporarius Sugonjaev, 1976
- Microterys tenuifasciatus Xu, 2002
- Microterys tenuifrons Xu, 2002
- Microterys tessellatus (Dalman, 1820)
- Microterys tianchiensis Xu, 2002
- Microterys tianshanicus Sugonjaev, 1971
- Microterys tranusideltus Xu, 2002
- Microterys tranusimarginis Xu, 2002
- Microterys tricoloricornis (De Stefani, 1886)
- Microterys triguttatus Girault, 1915
- Microterys trjapitzini Yasnosh, 1969
- Microterys tshumakovae Pilipyuk & Sugonjaev, 1971
- Microterys turanicus Sugonjaev, 1965
- Microterys tymi Pilipyuk & Sugonjaev, 1971
- Microterys ulmi Sharkov, 1986
- Microterys unicoloris Xu, 2000
- Microterys varicoloris Xu, 2002
- Microterys vashlovanicus Yasnosh, 1972
- Microterys vecoris Noyes, 2010
- Microterys veolia Noyes, 2010
- Microterys vichrenkoi Simutnik, 2008
- Microterys vitripennis Sharkov, 1986
- Microterys vladimiri Sugonjaev, 2005
- Microterys wasseri Simutnik, 2008
- Microterys weyericus Japoshvili, 2011
- Microterys xanthopsis Compere, 1926
- Microterys xenos Noyes, 2010
- Microterys yolandae Compere, 1926
- Microterys yunnanensis Tan & Zheng, 1992
- Microterys zarina (Walker, 1837)
- Microterys zhaoi Xu, 2000
- Microterys zygophylli Myartseva, 1980